# Dècada del 750

## Esdeveniments
- Creació del Vaticà com a Estat
- Els francs fan recular els àrabs i els fan fora de França
- Man'yōshū, la primera antologia de poesia japonesa coneguda
- Auge de Bagdad com a centre cultural i polític
- Els maorís s'instal·len a Nova Zelanda
- Regne budista a Java
- Domini de la dinastia Abbàssida al món àrab
- Expansió del conreu de la canya de sucre

## Personatges destacats
- Pipí I el Breu
- Aistulf de Friül
- Constantí V
- Fruela I d'Astúries
- Alfons I d'Astúries